# 品種
品種是生物分類學上分類層次中的非正式等級。
在生物學中可能是指：
- 家养動物中由人類选育的具有某种或某些特殊而稳定的相同性状的种下类群单位，詳見品種 (動物)。
- 栽培植物中由人類选育的具有某种或某些特殊而稳定的相同性状的类群单位，詳見栽培品種。
- 微生物與病毒中，一群在遺傳上相近的類型。
- 實驗中所使用的老鼠、大鼠或是其他囓齒類的遺傳類型。

## 相似詞
- 物種
- 亞種
- 變種
- 種族
- 族群
- 分型